# Єжовиці
Єжовиці (пол. Jeżowice) — село в Польщі, у гміні Влощова Влощовського повіту Свентокшиського воєводства.
Населення — 196 осіб (2011).
У 1975-1998 роках село належало до Келецького воєводства.

## Демографія
Демографічна структура на день 31 березня 2011 року:
|          | Загалом | Допрацездатний вік | Працездатний вік | Постпрацездатний вік |
| -------- | ------- | ------------------ | ---------------- | -------------------- |
| Чоловіки | 96      | 24                 | 53               | 19                   |
| Жінки    | 100     | 24                 | 48               | 28                   |
| Разом    | 196     | 48                 | 101              | 47                   |